# Математика

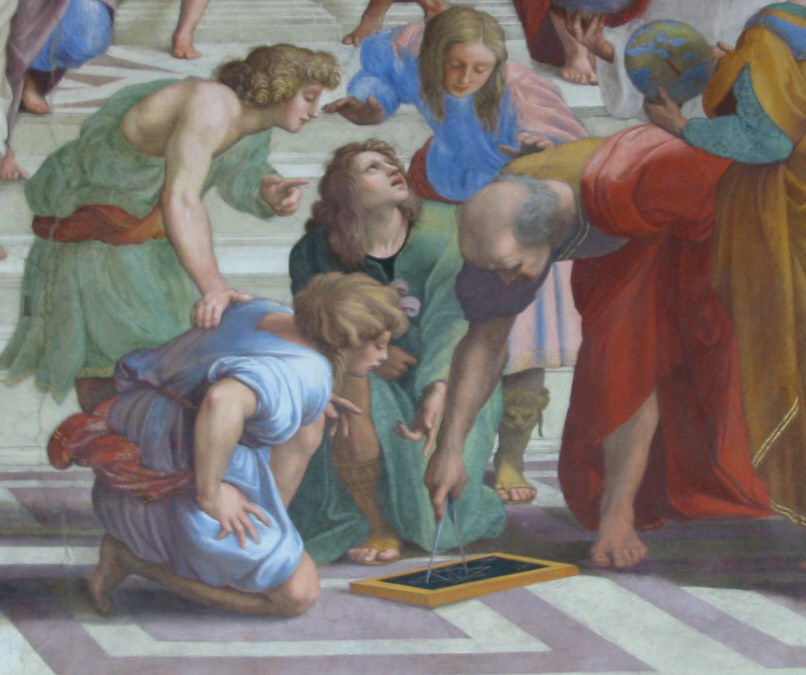
Евклид. Деталь «Афинской школы» Рафаэля

Матема́тика (др.-греч. μᾰθημᾰτικά < μάθημα «изучение; наука») — точная формальная наука, первоначально исследовавшая количественные отношения и пространственные формы. В более современном понимании, это наука об отношениях между объектами, о которых ничего не известно, кроме описывающих их некоторых свойств, — именно тех, которые в качестве аксиом положены в основание той или иной математической теории.
Математика исторически сложилась на основе операций подсчёта, измерения и описания формы объектов. Математические объекты создаются путём идеализации свойств реальных или других математических объектов и записи этих свойств на формальном языке.
Математика не относится к естественным наукам, но широко используется в них как для точной формулировки их содержания, так и для получения новых результатов. Она является фундаментальной наукой, предоставляющей (общие) языковые средства другим наукам; тем самым она выявляет их структурную взаимосвязь и способствует нахождению самых общих законов природы.

## Основные сведения
Идеализированные свойства исследуемых объектов либо формулируются в виде аксиом, либо перечисляются в определении соответствующих математических объектов. Затем по строгим правилам логического вывода из этих свойств выводятся другие истинные свойства (теоремы). Эта теория в совокупности образует математическую модель исследуемого объекта. Таким образом, первоначально исходя из пространственных и количественных соотношений, математика получает более абстрактные соотношения, изучение которых также является предметом современной математики.
Традиционно математика делится на теоретическую, выполняющую углублённый анализ внутриматематических структур, и прикладную, предоставляющую свои модели другим наукам и инженерным дисциплинам, причём некоторые из них занимают пограничное с математикой положение. В частности, формальная логика может рассматриваться и как часть философских наук, и как часть математических наук; механика — и физика, и математика; информатика, компьютерные технологии и алгоритмика относятся как к инженерии, так и к математическим наукам и т. д.

## Этимология
Слово «математика» произошло от др.-греч. μάθημα, что означает «изучение, знание, наука», и др.-греч. μαθηματικός, первоначально означающего «восприимчивый, успевающий», позднее — «относящийся к изучению», впоследствии ставшее «относящийся к математике». В частности, μαθηματικὴ τέχνη, на латыни — ars mathematica, означает «искусство математики». Термин др.-греч. μᾰθημᾰτικά в современном значении этого слова «математика» встречается уже в трудах Аристотеля (IV век до н. э.). По мнению Фасмера, в русский язык слово пришло либо через пол. matematyka, либо через лат. mathematica.
В текстах на русском языке слово «математика», или маѳематика, встречается, по крайней мере, с XVII века — например, у Николая Спафария в «Книге избранной вкратце о девяти мусах и о седмих свободных художествах» (1672 год).

## Определения
Аристотель определял математику как «науку о количестве», и это определение являлось преобладающим вплоть до XVIII века.
Одно из первых определений предмета математики дал Декарт:

К области математики относятся только те науки, в которых рассматривается либо порядок, либо мера, и совершенно не существенно, будут ли это числа, фигуры, звёзды, звуки или что-нибудь другое, в чём отыскивается эта мера. Таким образом, должна существовать некая общая наука, объясняющая всё относящееся к порядку и мере, не входя в исследование никаких частных предметов, и эта наука должна называться не иностранным, но старым, уже вошедшим в употребление именем Всеобщей математики.
Оригинальный текст (лат.)…illa omnia tantum, in quibus ordo vel mensura examinatur, ad Mathesim referri, nec interesse utrum in numeris, vel figuris, vel astris, vel sonis, aliove quovis obiecto talis mensura quaerenda sit; ac proinde generalem quamdam esse debere scientiam, quae id omne explicet, quod circa ordinem et mensuram nulli speciali materiae addicta quaeri potest, eamdemque, non ascititio vocabulo, sed iam inveterato atque usu recepto, Mathesim universalim nominari.

В советское время классическим считалось определение из БСЭ:464, данное А. Н. Колмогоровым:

Математика… наука о количественных отношениях и пространственных формах действительного мира.

Это определение Ф. Энгельса; правда, далее Колмогоров поясняет, что все использованные термины надо понимать в самом расширенном и абстрактном смысле:476,477.
Формулировка Бурбаки:

Сущность математики… представляется теперь как учение об отношениях между объектами, о которых ничего не известно, кроме описывающих их некоторых свойств, — именно тех, которые в качестве аксиом положены в основание теории… Математика есть набор абстрактных форм — математических структур.

Герман Вейль пессимистически оценил возможность дать общепринятое определение предмета математики:

Вопрос об основаниях математики и о том, что представляет собой в конечном счёте математика, остаётся открытым. Мы не знаем какого-то направления, которое позволит, в конце концов, найти окончательный ответ на этот вопрос, и можно ли вообще ожидать, что подобный «окончательный» ответ будет когда-нибудь получен и признан всеми математиками.
«Математизирование» может остаться одним из проявлений творческой деятельности человека, подобно музицированию или литературному творчеству, ярким и самобытным, но прогнозирование его исторических судеб не поддаётся рационализации и не может быть объективным.

## Разделы математики
1. Математика как учебная дисциплина подразделяется в Российской Федерации на элементарную математику, изучаемую в средней школе и образованную дисциплинами:
- арифметика
- элементарная алгебра
- элементарная геометрия: планиметрия и стереометрия
- теория элементарных функций и элементы анализа

и высшую математику, изучаемую на нематематических специальностях вузов. Дисциплины, входящие в состав высшей математики, варьируются в зависимости от специальности.
Программа обучения по специальности математика образована следующими учебными дисциплинами:
- Математический анализ
- Алгебра
- Аналитическая геометрия
- Линейная алгебра и геометрия
- Дискретная математика
- Математическая логика
- Дифференциальные уравнения
- Дифференциальная геометрия
- Топология
- Функциональный анализ и интегральные уравнения
- Теория функций комплексного переменного
- Уравнения в частных производных (вместо этого курса физикам читаются методы математической физики)
- Теория вероятностей
- Математическая статистика
- Теория случайных процессов
- Вариационное исчисление и методы оптимизации
- Методы вычислений, то есть численные методы
- Теория чисел

2. Математика как специальность научных работников Министерством образования и науки Российской Федерации подразделяется на специальности:
- Вещественный, комплексный и функциональный анализ
- Дифференциальные уравнения, динамические системы и оптимальное управление
- Математическая физика
- Геометрия и топология
- Теория вероятностей и математическая статистика
- Математическая логика, алгебра и теория чисел
- Вычислительная математика
- Дискретная математика и математическая кибернетика

3. Для систематизации научных работ используется раздел «Математика» универсальной десятичной классификации (УДК).
4. Американское математическое общество (AMS) выработало свой стандарт для классификации разделов математики. Он называется Mathematics Subject Classification. Этот стандарт периодически обновляется. Текущая версия — это MSC 2020. Предыдущая версия — MSC 2010.

## Обозначения
Поскольку математика работает с чрезвычайно разнообразными и довольно сложными структурами, система обозначений в ней также очень сложна. Современная система записи формул сформировалась на основе европейской алгебраической традиции, а также потребностей возникших позднее разделов математики — математического анализа, математической логики, теории множеств и др. Геометрия испокон века пользовалась наглядным (геометрическим же) представлением. В современной математике распространены также сложные графические системы записи (например, коммутативные диаграммы), нередко также применяются обозначения на основе графов.

## Краткая история

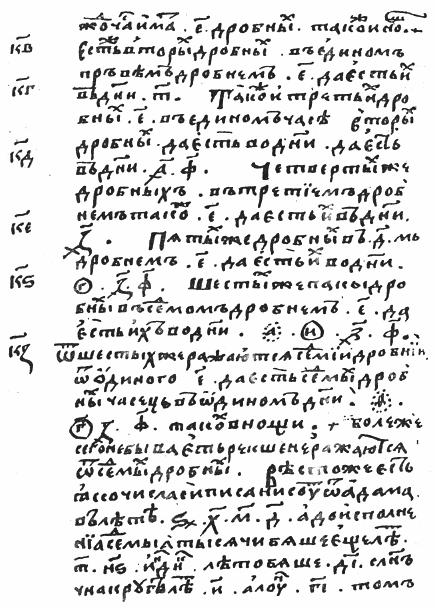
Кирик Новгородец. «Наставление, как человеку познать счисление лет». Рукопись. Лист 345 (оборот). Содержит древнерусские числа

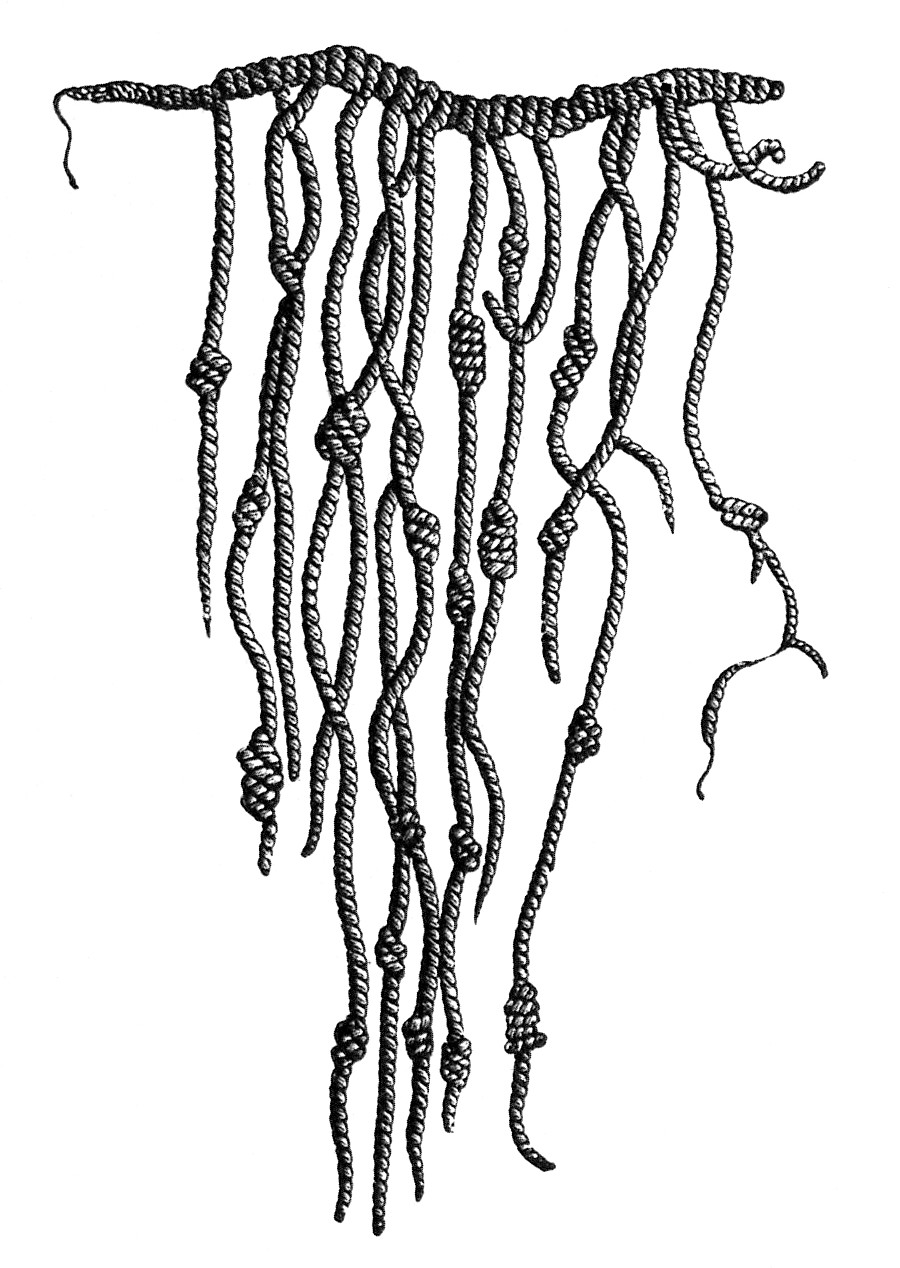
Кипу, использовались инками для записи чисел

Академиком А. Н. Колмогоровым предложена такая структура истории математики:
1. Период зарождения математики, на протяжении которого был накоплен достаточно большой фактический материал;
2. Период элементарной математики, начинающийся в VI—V веках до н. э. и завершающийся в конце XVI века («Запас понятий, с которыми имела дело математика до начала XVII века, составляет и до настоящего времени основу „элементарной математики“, преподаваемой в начальной и средней школе»);
3. Период математики переменных величин, охватывающий XVII—XVIII века, «который можно условно назвать также периодом „высшей математики“»;
4. Период современной математики — математики XIX—XX века, в ходе которого математикам пришлось «отнестись к процессу расширения предмета математических исследований сознательно, поставив перед собой задачу систематического изучения с достаточно общей точки зрения возможных типов количественных отношений и пространственных форм».

Цифры майя

Развитие математики началось вместе с тем, как человек стал использовать абстракции сколько-нибудь высокого уровня. Простая абстракция — числа; осмысление того, что два яблока и два апельсина, несмотря на все их различия, имеют что-то общее, а именно занимают обе руки одного человека, — качественное достижение мышления человека. Кроме того, что древние люди узнали, как считать конкретные объекты, они также поняли, как вычислять и абстрактные количества, такие, как время: дни, сезоны, года. Из элементарного счёта естественным образом начала развиваться арифметика: сложение, вычитание, умножение и деление чисел.
Развитие математики опирается на письменность и умение записывать числа. Наверно, древние люди сначала выражали количество путём рисования чёрточек на земле или выцарапывали их на древесине. Древние инки, не имея иной системы письменности, представляли и сохраняли числовые данные, используя сложную систему верёвочных узлов, так называемые кипу. Существовало множество различных систем счисления. Первые известные записи чисел были найдены в папирусе Ахмеса, созданном египтянами Среднего царства. Индская цивилизация разработала современную десятичную систему счисления, включающую концепцию нуля.
Исторически основные математические дисциплины появились под воздействием необходимости вести расчёты в коммерческой сфере, при измерении земель и для предсказания астрономических явлений и, позже, для решения новых физических задач. Каждая из этих сфер играет большую роль в широком развитии математики, заключающемся в изучении структур, пространств и изменений.

## Философия математики

### Цели и методы
Математика изучает воображаемые, идеальные объекты и соотношения между ними, используя формальный язык. В общем случае математические понятия и теоремы не обязательно имеют соответствие чему-либо в физическом мире. Главная задача прикладного раздела математики — создать математическую модель, достаточно адекватную исследуемому реальному объекту. Задача математика-теоретика — обеспечить достаточный набор удобных средств для достижения этой цели.
Содержание математики можно определить как систему математических моделей и инструментов для их создания. Модель объекта учитывает не все его черты, а только самые необходимые для целей изучения (идеализированные). Например, изучая физические свойства апельсина, мы можем абстрагироваться от его цвета и вкуса и представить его (пусть не идеально точно) шаром. Если же нам надо понять, сколько апельсинов получится, если мы сложим вместе два и три, — то можно абстрагироваться и от формы, оставив у модели только одну характеристику — количество. Абстракция и установление связей между объектами в самом общем виде — одно из главных направлений математического творчества.
Другое направление, наряду с абстрагированием — обобщение. Например, обобщая понятие «пространство» до пространства n-измерений. «Пространство {\displaystyle \mathbb {R} ^{n}}, при {\displaystyle n>3} является математической выдумкой. Впрочем, весьма гениальной выдумкой, которая помогает математически разбираться в сложных явлениях».
Изучение внутриматематических объектов, как правило, происходит при помощи аксиоматического метода: сначала для исследуемых объектов формулируются список основных понятий и аксиом, а затем из аксиом с помощью правил вывода получают содержательные теоремы, в совокупности образующие математическую модель.

### Основания
Вопрос сущности и оснований математики обсуждался со времён Платона. Начиная с XX века наблюдается сравнительное согласие в вопросе, что надлежит считать строгим математическим доказательством, однако отсутствует согласие в понимании того, что в математике считать изначально истинным. Отсюда вытекают разногласия как в вопросах аксиоматики и взаимосвязи отраслей математики, так и в выборе логических систем, которыми следует при доказательствах пользоваться.
Помимо скептического, известны нижеперечисленные подходы к данному вопросу.

#### Теоретико-множественный подход
Предлагается рассматривать все математические объекты в рамках теории множеств, чаще всего с аксиоматикой Цермело — Френкеля (хотя существует множество других, равносильных ей).
Данный подход считается с середины XX века преобладающим, однако в действительности большинство математических работ не ставят задач перевести свои утверждения строго на язык теории множеств, а оперируют понятиями и фактами, установленными в некоторых областях математики. Таким образом, если в теории множеств будет обнаружено противоречие, это не повлечёт за собой обесценивание большинства результатов.

#### Логицизм
Данный подход предполагает строгую типизацию математических объектов. Многие парадоксы, избегаемые в теории множеств лишь путём специальных уловок, оказываются невозможными в принципе.

#### Формализм
Данный подход предполагает изучение формальных систем на основе классической логики.

#### Интуиционизм
Интуиционизм предполагает в основании математики интуиционистскую логику, более ограниченную в средствах доказательства (но, как считается, и более надёжную). Интуиционизм отвергает доказательство от противного, многие неконструктивные доказательства становятся невозможными, а многие проблемы теории множеств — бессмысленными (неформализуемыми).

#### Конструктивная математика
Конструктивная математика — близкое к интуиционизму течение в математике, изучающее конструктивные построения[прояснить]. Согласно критерию конструктивности — «существовать — значит быть построенным». Критерий конструктивности — более сильное требование, чем критерий непротиворечивости.

## Основные темы

### Число (количество)
Основной раздел, рассматривающий абстракцию количества — алгебра. Понятие «число» первоначально зародилось из арифметических представлений и относилось к натуральным числам. В дальнейшем оно, с помощью алгебры, было постепенно распространено на целые, рациональные, действительные, комплексные и другие числа.
| \| {\displaystyle 1,\;2,\;\ldots } \| Натуральные числа \| |                   |
| {\displaystyle 0,\;1,\;-1,\;\ldots }                       | Целые числа       |
| {\displaystyle 1,\;2,\;\ldots }                            | Натуральные числа |

| {\displaystyle 1,\;2,\;\ldots } | Натуральные числа |

| \| {\displaystyle 1,\;2,\;\ldots } \| Натуральные числа \| |                   |
| {\displaystyle 0,\;1,\;-1,\;\ldots }                       | Целые числа       |
| {\displaystyle 1,\;2,\;\ldots }                            | Натуральные числа |

| {\displaystyle 1,\;2,\;\ldots } | Натуральные числа |

| \| {\displaystyle 1,\;2,\;\ldots } \| Натуральные числа \| |                   |
| {\displaystyle 0,\;1,\;-1,\;\ldots }                       | Целые числа       |
| {\displaystyle 1,\;2,\;\ldots }                            | Натуральные числа |

| {\displaystyle 1,\;2,\;\ldots } | Натуральные числа |

| \| {\displaystyle 1,\;2,\;\ldots } \| Натуральные числа \| |                   |
| {\displaystyle 0,\;1,\;-1,\;\ldots }                       | Целые числа       |
| {\displaystyle 1,\;2,\;\ldots }                            | Натуральные числа |

| {\displaystyle 1,\;2,\;\ldots } | Натуральные числа |

Числа — Натуральные числа — Целые числа — Рациональные числа — Иррациональные числа — Алгебраические числа — Трансцендентные числа — Вещественные числа — Комплексные числа — Гиперкомплексные числа — Кватернионы — Октонионы — Седенионы — Гиперреальные числа — Сюрреальные числа — p-адические числа — Математические постоянные — Названия чисел — Бесконечность — Базы

### Преобразования
Явления преобразований и изменений в самом общем виде рассматривает анализ.
| {\displaystyle 36\div 9=4}                                  |                                            |                  | {\displaystyle \int 1_{S}\,d\mu =\mu (S)} |
| Арифметика                                                  | Дифференциальное и интегральное исчисление | Векторный анализ | Анализ                                    |
| {\displaystyle {\frac {d^{2}}{dx^{2}}}y={\frac {d}{dx}}y+c} |                                            |                  |                                           |
| Дифференциальные уравнения                                  | Динамические системы                       | Теория хаоса     |                                           |

Арифметика — Векторный анализ — Анализ — Теория меры — Дифференциальные уравнения — Динамические системы — Теория хаоса

### Структуры
Теория множеств — Линейная алгебра — Общая алгебра (включает, в частности, теорию групп, универсальную алгебру, теорию категорий) — Алгебраическая геометрия — Теория чисел — Топология.

### Пространственные отношения
Основы пространственных отношений рассматривает геометрия. Тригонометрия рассматривает свойства тригонометрических функций. Изучением геометрических объектов посредством математического анализа занимается дифференциальная геометрия. Свойства пространств, остающихся неизменными при непрерывных деформациях и само явление непрерывности изучает топология.
|           |               |                            |           |          |             |
| Геометрия | Тригонометрия | Дифференциальная геометрия | Топология | Фракталы | Теория меры |

Геометрия — Тригонометрия — Алгебраическая геометрия — Топология — Дифференциальная геометрия — Алгебраическая топология — Линейная алгебра — Фракталы — Теория меры.

### Дискретная математика
Дискретная математика включает средства исследования объектов, способных принимать только отдельные (дискретные) значения (то есть объектов, не способных изменяться плавно).
| {\displaystyle \forall x(P(x)\Rightarrow P(x'))} |                     |              |               |
| Математическая логика                            | Теория вычислимости | Криптография | Теория графов |

Комбинаторика — Теория множеств — Теория решёток — Математическая логика — Теория вычислимости— Криптография — Теория функциональных систем — Теория графов — Теория алгоритмов — Логические исчисления
— Информатика.

## Награды
Самой престижной наградой за достижения в области математики, иногда называемой «Нобелевской премией для математиков», является Филдсовская премия, основанная в 1924 году и присуждаемая каждые четыре года вместе с денежным вознаграждением в размере 15 000 канадских долларов. На церемонии открытия Международного конгресса математиков сообщаются имена лауреатов четырёх премий за достижения в математике:
- Премия Филдса.
- Премия Неванлинны, с 1982 года.
- Премия Гаусса, с 2006 года.
- Премия Черна, с 2010 года.

Кроме того, с 2010 года на церемонии закрытия конгресса вручается премия Лилавати за популяризацию математики.
В 2000 году Математический институт Клэя объявил список из семи математических задач, за решение каждой из которых назначен приз в размере 1 млн долларов США.

## Коды в системах классификации знаний
- УДК 51
- Государственный рубрикатор научно-технической информации (ГРНТИ) (по состоянию на 2001 год): 27[24]
- ББК В1 или 22.1
- Математическая предметная классификация

## Программное обеспечение
Математическое программное обеспечение многогранно:
- Пакеты, ориентированные на набор математических текстов и на их последующую вёрстку (TeX).
- Пакеты, ориентированные на решение математических задач, численное моделирование и построение графиков (GNU Octave, Maple, Mathcad, MATLAB, Scilab).
- Электронные таблицы.
- Отдельные программы или пакеты программ, активно использующие математические методы (калькуляторы, архиваторы, протоколы шифрования/дешифрования, системы распознавания образов, кодирование аудио и видео).